# Ꝩ

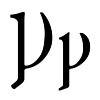
Stora och lilla vend.

Ꝩ, (gemen: ꝩ) kallad vend, användes ibland i medeltida texter på fornnordiska. Bokstaven kan ses som en modifierad variant av Ƿ, wynn. Här representerade den ljuden /u/, /v/ och /w/ (runan ᚢ). Utseendemässigt skiljer den sig från wynn genom att den är öppen upptill.